# Luka Sučić
Luka Sučić (pronunciación en croata: [lûːka sûtʃitɕ]; Linz, Austria, 8 de septiembre de 2002) es un futbolista croata que juega de centrocampista en la Real Sociedad de la Primera División de España.

## Trayectoria
El 15 de julio de 2020 firmó un nuevo contrato con el Red Bull Salzburgo, hasta el verano de 2024.
Debutó en la Bundesliga austríaca con el Salzburgo el 13 de septiembre de 2020 en un partido contra el Wolfsberger AC. El 25 de noviembre de 2020 debutó en la Liga de Campeones, sustituyendo a Dominik Szoboszlai en el minuto 71 y dando una asistencia previa a Rasmus Nissen Kristensen para el gol de Mërgim Berisha, cuando el Salzburgo perdió 3-1 ante el Bayern de Múnich. El 10 de febrero de 2021, marcó su gol de debut en la Bundesliga en la victoria por 3-1 contra el FK Austria Viena, saliendo del banquillo en sustitución de Berisha.
Al comienzo de la temporada 2021-22 ya se había consolidado en la plantilla del Salzburgo, sobre todo al marcar un gol contra el F. C. Barcelona en una victoria amistosa por 2-1 el 4 de agosto de 2021. El 14 de septiembre, marcó su primer gol en la Liga de Campeones en el empate a uno con el Sevilla F. C.
El 2 de agosto de 2024 fichó por la Real Sociedad con un contrato de cinco años.

## Selección nacional
Elegible para Austria, Bosnia y Herzegovina y Croacia, se decantó explícitamente por Croacia, a pesar del interés de la Asociación Austríaca de Fútbol. El 9 de marzo de 2021 fue incluido en la lista de 23 jugadores de Igor Bišćan para la fase de grupos de la Eurocopa Sub-21 de 2021; sin embargo, fue descartado el 21 de marzo por una lesión y sustituido por Matej Vuk. El 17 de mayo fue incluido en la lista de 23 jugadores de Bišćan para la fase eliminatoria del torneo; sin embargo, la misma se produjo y fue sustituido por Neven Đurasek el 25 de mayo. Durante los partidos de clasificación para la Eurocopa sub-21 en septiembre y octubre de 2021, marcó tres goles y dio una asistencia en tres partidos, lo que hizo que Zlatko Dalić lo convocara a la selección absoluta el 9 de octubre, dos días antes de un partido de clasificación para el Mundial contra Eslovaquia, debido a la suspensión de Mateo Kovačić. Debutó con la selección absoluta en dicho partido de clasificación, que terminó con un empate a dos.

### Participaciones en Copas del Mundo
| Mundial      | Sede  | Resultado     | Partidos | Goles |
| ------------ | ----- | ------------- | -------- | ----- |
| Mundial 2022 | Catar | Tercer puesto | 0        | 0     |

### Participaciones en Eurocopas
| Copa          | Sede     | Resultado    | Partidos | Goles |
| ------------- | -------- | ------------ | -------- | ----- |
| Eurocopa 2024 | Alemania | Primera fase | 3        | 0     |

## Vida personal
Nació en Linz de padres bosnios-croatas Željko y Branislava de Bugojno que huyeron de la guerra de Bosnia. A pesar de haber nacido en Linz, no tiene la nacionalidad austríaca. Se declara seguidor del F. C. Barcelona y del H. N. K. Hajduk Split; sin embargo, nombra a Luka Modrić su ídolo futbolístico.

## Estadísticas

### Clubes
Actualizado al último partido disputado el 24 de mayo de 2025.
| Club                         | Div.          | Temporada     | Liga  | Liga  | Liga   | Copas nacionales | Copas nacionales | Copas nacionales | Copas internacionales | Copas internacionales | Copas internacionales | Total | Total | Total  |
| Club                         | Div.          | Temporada     | Part. | Goles | Asist. | Part.            | Goles            | Asist.           | Part.                 | Goles                 | Asist.                | Part. | Goles | Asist. |
| ---------------------------- | ------------- | ------------- | ----- | ----- | ------ | ---------------- | ---------------- | ---------------- | --------------------- | --------------------- | --------------------- | ----- | ----- | ------ |
| F. C. Liefering · Austria    | 2.ª           | 2019-20       | 15    | 4     | 5      | —                | —                | —                | —                     | —                     | —                     | 15    | 4     | 5      |
| F. C. Liefering · Austria    | 2.ª           | 2020-21       | 11    | 2     | 3      | —                | —                | —                | —                     | —                     | —                     | 11    | 2     | 3      |
| F. C. Liefering · Austria    | Total club    | Total club    | 26    | 6     | 8      | 0                | 0                | 0                | 0                     | 0                     | 0                     | 26    | 6     | 8      |
| Red Bull Salzburgo · Austria | 1.ª           | 2020-21       | 17    | 1     | 1      | 5                | 1                | 0                | 5                     | 0                     | 0                     | 27    | 2     | 1      |
| Red Bull Salzburgo · Austria | 1.ª           | 2021-22       | 28    | 8     | 3      | 6                | 2                | 2                | 10                    | 1                     | 0                     | 44    | 11    | 5      |
| Red Bull Salzburgo · Austria | 1.ª           | 2022-23       | 15    | 0     | 4      | 3                | 0                | 0                | 7                     | 0                     | 0                     | 25    | 0     | 4      |
| Red Bull Salzburgo · Austria | 1.ª           | 2023-24       | 22    | 3     | 6      | 4                | 1                | 1                | 6                     | 1                     | 0                     | 32    | 5     | 7      |
| Red Bull Salzburgo · Austria | Total club    | Total club    | 82    | 12    | 14     | 18               | 4                | 3                | 28                    | 2                     | 0                     | 128   | 18    | 17     |
| Real Sociedad · España       | 1.ª           | 2024-25       | 29    | 1     | 1      | 5                | 0                | 0                | 6                     | 2                     | 0                     | 40    | 3     | 1      |
| Real Sociedad · España       | Total club    | Total club    | 29    | 1     | 1      | 5                | 0                | 0                | 6                     | 2                     | 0                     | 40    | 3     | 1      |
| Total carrera                | Total carrera | Total carrera | 137   | 19    | 23     | 23               | 4                | 3                | 34                    | 4                     | 0                     | 194   | 27    | 26     |

## Palmarés

### Títulos nacionales
| Título          | Club               | País    | Año  |
| --------------- | ------------------ | ------- | ---- |
| Copa de Austria | Red Bull Salzburgo | Austria | 2021 |
| Bundesliga      | Red Bull Salzburgo | Austria | 2021 |
| Bundesliga      | Red Bull Salzburgo | Austria | 2022 |
| Copa de Austria | Red Bull Salzburgo | Austria | 2022 |
| Bundesliga      | Red Bull Salzburgo | Austria | 2023 |